# Marie Steyskalová
Marie Alžběta Steyskalová (24. ledna 1862 Brno – 12. října 1928 Brno) byla moravská učitelka a organizátorka ženského sociálního hnutí na Moravě, podporovatelka ženské emancipace a vzdělanosti.

## Životopis

### Mládí
Marie Steyskalová se narodila jako čtvrté dítě v rodině. Její otec Jan Vlastimil Steyskal, národní buditel a reformátor školství, byl ředitelem brněnského Útulku pro zanedbanou mládež. Z devíti sourozenců, se dospělosti dožilo šest. Mariino těžké dětství ji naučilo samostatnosti a vytrvalosti. V roce 1863 odešla rodina z Brna do Nosálovic u Vyškova, kde otec vyučoval na obecné škole. Prusko-rakouská válka a následná epidemie cholery zasáhly do jejich osudů. Rodina finančně strádala (otec si přivydělával soukromým vyučováním a písařstvím). Po jeho smrti v roce 1868 bydlela Marie u tety ve Slavkově. Vdova s dětmi přežívala díky podpoře příbuzných. V roce 1875 odjela Marie za matkou do Vídně a ve 12 letech se vyučila švadlenou.

### Vzdělání

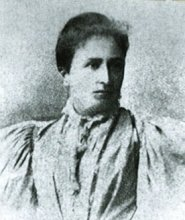
Steyskalová v mládí

Marie Steyskalová pracovala jako vychovatelka v německé rodině revírníka Fialy na lichtenštejnském panství nedaleko Slavkova a učila jeho dcery. Stala se „učitelkou“ již ve 14 letech. Strávila zde 1,5 roku, poté se vrátila do Vídně. Nastoupila na německý Učitelský ústav U svaté Anny, kde 24. června 1882 odmaturovala. Druhý den po získání maturitního vysvědčení odjela do Slavkova, chtěla učit na české škole.

### Pedagogická činnost
Nejprve se stala učitelkou v německé škole v Nových Sadech u Jemnice (1882–1887), poté byla přijata jako učitelka na utrakvistické (dvojjazyčné) škole ve Valašských Kloboukách. V srpnu 1891 odešla již 30letá Steyskalová do Uherského Brodu. Zde působila osm let a teprve ve Valašském Meziříčí získala místo na české škole.
Učila převážně na německých školách, ale zapojovala se do českého společenského života. Na její popud vznikl v Uherském Brodě „Spolek paní a dívek českých, Božena Němcová“, který založil knihovnu a působil v oblasti vzdělávací, osvětové, kulturní a také v oblasti vlastenecké, dobročinné, národopisné. Významně se podílel v oblasti ženských emancipačních snah. Spolek pořádal výstavy, prázdninové výpravy pro učitelky do Čech, na Moravu i Slovensko.
Stála u zrodu vybudování památníku Jana Amose Komenského a také otevření zdejší měšťanské dívčí školy.
Po přeložení do Valašského Meziříčí (1899–1900) jí nevyhovovalo zdejší klima a začala trpět krčními a plicními i hlasovými problémy. Musela pedagogické činnosti zanechat. Začala se věnovat výhradně práci sociální.

## Veřejná činnost

### Ženská útulna

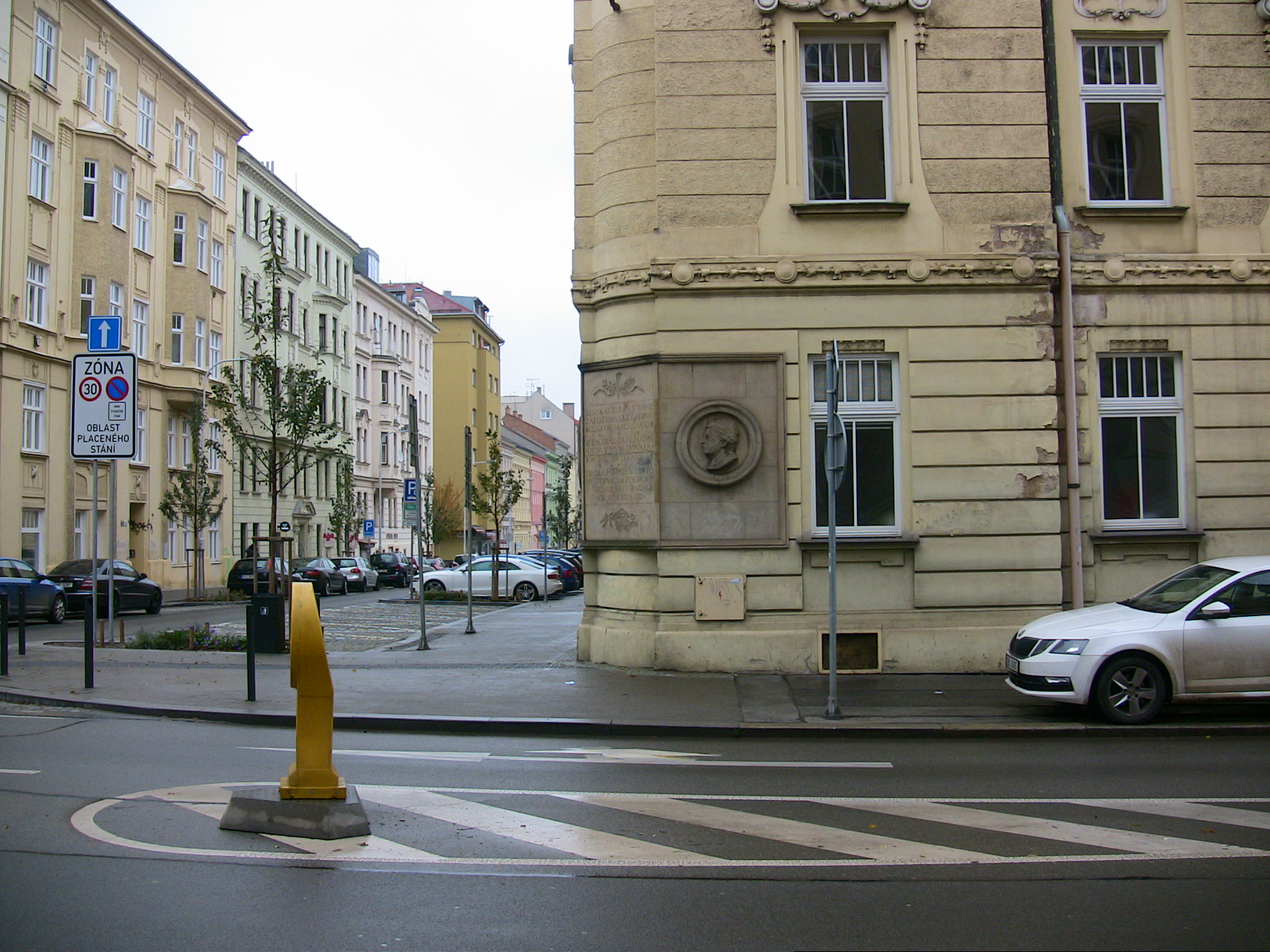
Ženská útulna s pamětní deskou

Od roku 1900 působila v Brně. Nastoupila do Ženské útulny, založené v roce 1900 Eliškou Machovou s cílem pomáhat sirotkům, opuštěným dětem a také mladým dívkám, přicházejícím do Brna do služby. Z původní noclehárny a tzv. poptávárny (místo pro hledání služebných) se jí podařilo vybudovat sociální ústav, který měl svou knihovnu a čítárnu, stravovnu, penzionát, hřiště i první jesle. Steyskalová se stala jednou z vedoucích osobností tohoto ústavu, jednatelkou a posléze zastávala funkci starostky.
Peníze na provoz si musela většinou opatřovat sama, psala pro lidi dostupnou literaturu, tzv. Letáčky, různé příběhy ze života Útulny, ale i cestopisy. Později vydávala Dívčí besedy, měsíčník určený mládeži, který poskytoval návod k pořádání besed či společenských dýchánků. Její činnost byla podporována pokrokovou veřejností.
Na základě úspěchů činnosti Útulny založila Marie Steyskalová podobné ústavy v dalších moravských městech (později z nich vznikaly dětské domovy a ve druhé polovině 20. století vesničky SOS). Založila kolonii v Luhačovicích pro nemocné děti.

### Dětská ozdravovna
Na žádost ústředního učitelského spolku zřídila pro učitele na jihu Evropy zotavovnu. V roce 1909 se spolupracovnicí Marií Slavíkovou založily na ostrově Rab kolonii „Komenský“ pro léčení a zotavování dětí. Kolonie byla oficiálně založena 10. října 1910 pod názvem „Božena Němcová“ v Crikvenici v Chorvatsku. Ozdravovna se v průběhu sedmnácti let rozrostla. Obklopena zahradami a hájem měla vlastní molo, bazén, „slunírny“. Stala se, ve své době, moderní ozdravovnou pro děti na břehu Jaderského moře (známá jako Česká kolonie – zanikla po roce 1948 – finančním darem přispěl také Tomáš G. Masaryk).

### Dílo
- Výprava Moravanek do Čech a do Slezska (sestavila Marie Steyskalová), 1903
- Výprava Moravanek na Uh. Slovensko, 1903
- Výprava Moravanek do Polska, 1904
- Letáčky Útulny ženské v Brně, roč. I–XXIV, 1904–1928
- Vzpomínky z mého života, Brno 1927
- Vlastní životopis, Brno 1929
- Výprava Moravanek na Slovensko
- Učitelská kolonie Komenský na Rábu v Dalmácii[6]

### Přednášková činnost
Další významnou činností Marie Steyskalové byla její přednášková činnost. Řada přednášek se zachovala v její pozůstalosti, dotýká se oblasti dobového ošetřovatelství, zdravovědy, výchovy (zvláště dívčí), dobročinné činnosti apod. Přednášky jsou psány kultivovaným jazykem, jsou jasně strukturované, řeší dobové problémy společnosti v oblasti sociální péče, dívčí výchovy aj. Charakteristickým rysem je také silný vlastenecký podtón, odpovídající národnostním poměrům v českých zemích na přelomu 19. a 20. století ve velmi emotivním podání. 

## Odkaz Marie Steyskalové

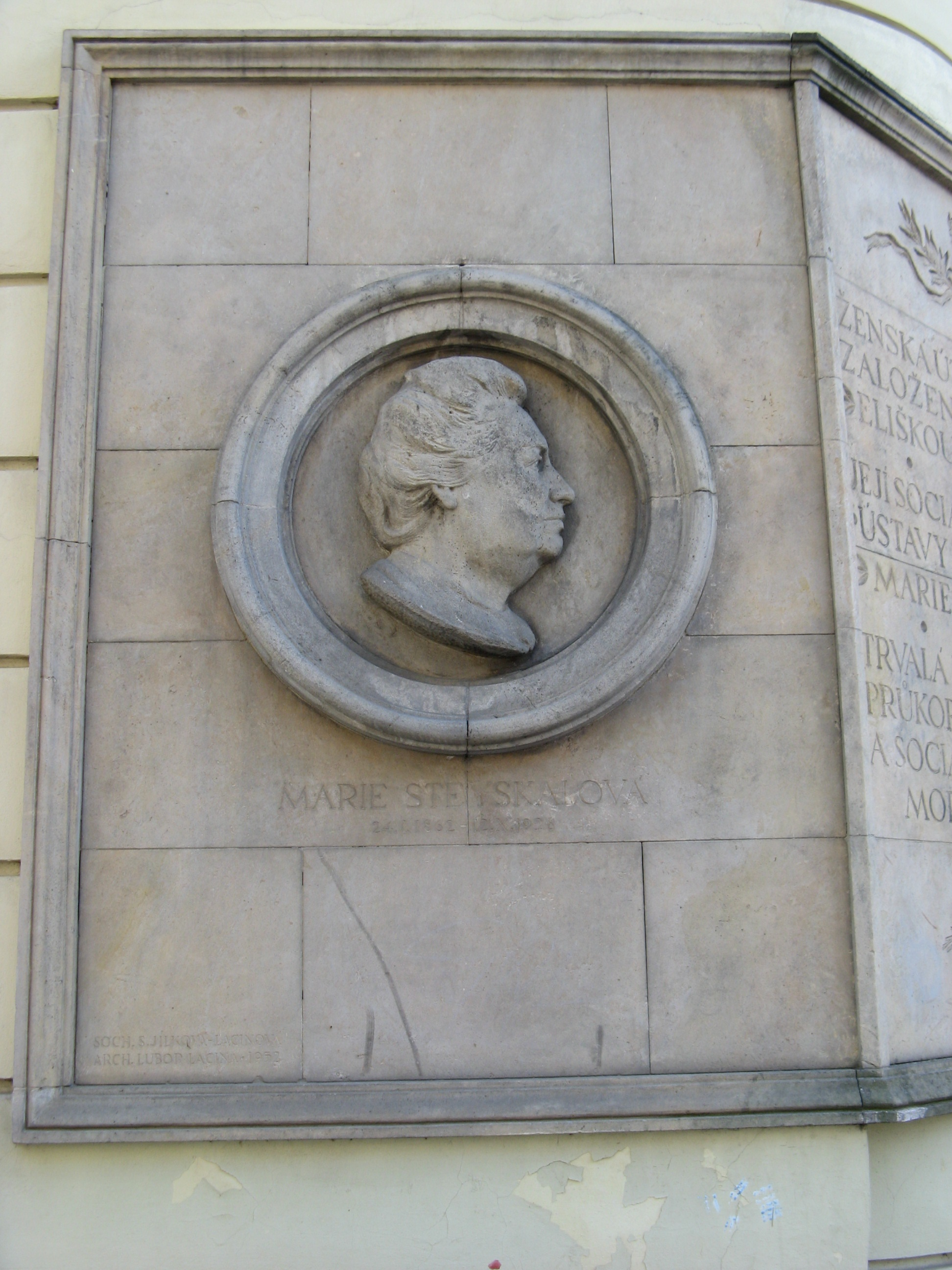
Pamětní deska - roh Úvozu s ulicí Gorkého

Marie Steyskalová byla učitelkou a organizátorkou ženského sociálního hnutí na Moravě. Velmi aktivně se zapojovala do českého společenského života v řadě míst svého působení.
Zemřela 12. října 1928 v Brně, své jmění odkázala českému národu. Je pohřbena v čestném hrobě na Ústředním hřbitově (sk. 39/130) a v Brně. V Brně-Žabovřeskách je po ní pojmenována ulice (ul. Marie Steyskalové).
Původní budova ženské útulny na dnešní ulici Gorkého 33/35 slouží i dnes podobnému účelu – je to středoškolský domov mládeže s jídelnou. Na rohu budovy s ulicí Úvoz je pamětní deska Marie Steyskalové a Elišky Machové.